# 시촌
시촌(志村)은 도쿄부 기타토시마군에 존재했던 촌이다. 현재의 도쿄도 이타바시구 북동부에 해당한다.

## 역사
나라 시대에는 이 주변을 '무사시국 도요시마군 히로오카고'라고 불렀다. 고대에는 '시노촌'이라고도 불렀는데, 시노가 무성했던 곳을 개촌했기 때문에 이런 이름이 붙여졌다고 한다. 가마쿠라 시대부터 무로마치 시대까지는 도요시마 가문의 지배하에 있었고, 도요시마 가문의 지류에 시무라 가문이 있었다. 시무라성은 시무라씨가 쌓았다고 전해지지만, 무사시 치바씨가 쌓았다는 설도 있다. 마에노무라, 나카다이무라, 니시다이무라 등의 마을 이름은 시무라에서 유래한 것으로 보아 예로부터 이 지역의 중심지였음을 알 수 있다.
- 1889년 4월 1일 - 시정촌제 시행에 의해 시촌이 성립하였다.
- 1932년 10월 1일 - 2정 6촌이 도쿄시에 편입되어 이타바시구가 되었다.

## 교통

### 도로
- 국도 제17호선
- 구 나카야마 가도
- 후지 가도